# Kamlarki
Kamlarki est un village de Pologne situé en Couïavie-Poméranie, dans le gmina (commune) de Liseron. Il se trouve à environ 8 km à l'ouest de Lisewo, 12 km au sud-est de Chełmno et 32 km au nord de Toruń.
Plaque d'immatriculation: CCH.

## Histoire
Dans les années 1975-1998, le village appartenait administrativement au Voïvodie de Toruń. Il fut intégré en 1998 au Voïvodie de Couïavie-Poméranie.

## Démographie
Démographie au 31 mars 2011, :
| No.    | Population totale | En âge de travailler |
| ------ | ----------------- | -------------------- |
| Hommes | 106               | 76                   |
| Femmes | 101               | 56                   |
| Total  | 207               | 132                  |

## Monuments
Le parc du manoir de Kamlarki datant de la seconde moitié du XIXe siècle est inscrit sur la liste des monuments registre des monuments du Conseil du patrimoine national de Pologne.